# Покров-Раменье
Покров-Раменье — село в Некоузском районе Ярославской области России. 
В рамках организации местного самоуправления входит в Веретейское сельское поселение, в рамках административно-территориального устройства — в состав Лацковского сельского округа.

## География
Расположено близ берега реки Чеснавы в 21 км на северо-запад от центра поселения посёлка Борок и в 36 км на север от райцентра села Новый Некоуз.

## История
Каменная церковь Покрова Пресвятой Богородицы построена в 1824 году вместо сгоревшей деревянной на средства мологского купца Фомы Космина Бушкова. Церковь имела два престола: в летней — Покрова Пресвятой Богородицы и трапезная зимняя — в честь архистратига Михаила. 
В конце XIX — начале XX века село входило в состав Воскресенской волости Мологского уезда Ярославской губернии.
С 1929 года село входило в состав Воскресенского сельсовета Некоузского района, в 1980-е годы — в составе Лацковского сельсовета, с 2005 года — в составе Веретейского сельского поселения.

## Население
| 1859 | 2002 | 2007 | 2010 |
| ---- | ---- | ---- | ---- |
| 208  | ↘25  | ↘11  | ↘7   |

## Достопримечательности
В селе расположена недействующая Церковь Покрова Пресвятой Богородицы (1824).